# Космос-1696
Космос-1696 је један од преко 2400 совјетских вјештачких сателита лансираних у оквиру програма Космос.
Космос-1696 је лансиран са космодрома Тјуратам, Бајконур, СССР, 16. октобра 1985. Ракета-носач Сојуз је поставила сателит у орбиту око планете Земље. Маса сателита при лансирању је износила 6300 килограма. Космос-1696 је био војни сателит за фотографску картографију.